# Бархет
Бархетът е вид мъхест памучен плат. От лицевата му страна е с къс, плътен, фин влас, а по вътък е груб. Бархет се тъче от чист памук; когато има добавени полиестерни влакна се нарича „бархетин“.
Бархетът е фина и мека на допир материя, със свиваемост до 5% и същевременно с голяма здравина.
Бархет Калатекс има широко приложение в бита. Използва се за производството на дрехи, спално бельо, чаршафи, покривки, и др.
Разликата между бархета и ранфорс е в гъстотата на нишките и власа на платовете. Поради плътният влас на бархета обичайно се произвеждат артикули и дрехи, които се ползват в студените месеци.